# 1038
1038 (MXXXVIII) je bilo navadno leto, ki se je po julijanskem koledarju začelo na nedeljo.

## Dogodki
- Rimsko-nemški cesar Konrad II. prepusti svojemu sinu Henriku III. Kraljevino Burgundijo in Vojvodino Švabsko.
- Po smrti prvega ogrskega kralja Štefana I. prevzame madžarsko krono njegov nečak Peter Orseolo.
- Rekonkvista: Grofija Barcelona zavzame mavrsko mesto Vallfogona.
- Zahodna Xia (Xi Xia) se odcepi od kitanskega cesarstva Liao. Kljub majhnosti nasproti cesarstvoma Liao in Song se uveljavi kot močna sila, ki nadzoruje Svileno pot v osrednjo Azijo. Prvi cesar Zahodne Xie je Jingzong.
- Prevlada mahajana tantričnega budizma v Tibetu.
- Prva omemba Versaillesa, takrat še majhne vasi.

## Rojstva
Neznan datum
- Ibn Butlan, arabski krščanski zdravnik († 1075)

## Smrti
- 15. avgust - Štefan I. Ogrski, madžarski kralj (* 975)

Neznan datum
- Ethelnoth, canterburyjski nadškof
- Herman IV., švabski vojvoda (* 1015)